# Martha Wainwright
Martha Katherine Wainwright (Montreal, 8 de maio de 1976),mais conhecida como Martha Wainwright, é uma cantora e compositora canadense de folk rock. Ela é filha do cantor folk americano e ator Loudon Wainwright III e da cantora de folk e compositora canadense Kate McGarrigle,que colocou seu nome de batismo como nome do meio da filha (Katherine diminutivo de Kate). Com seu irmão mais velho, Rufus Wainwright, foi criada em Montreal, Québec, Canadá, em uma família musical.

## Carreira
Wainwright teve um cassete lançado de forma independente, Ground Floor, em 1997. No ano seguinte, sua canção "Year of the Dragon" apareceu em The McGarrigle Hour, um álbum lançado por Kate e Anna McGarrigle. Pouco depois desta gravação, Marta começou a cantar vocais de apoio para seu irmão, e lançou um EP de seis canções chamado "Martha Wainwright", em 1999.
Seguindo com suas aulas de teatro na Concordia University de Montreal, ela se mudou para Nova York, onde se estabeleceu como cantora e compositora. Conheceu Brad Albetta, que trabalhou com Wainwright na produção seu auto-intitulado álbum de estréia, "Martha Wainwright" (lançado em 12 de abril de 2005 por MapleMusic Recordings).
Albetta trabalhou novamente com Wainwright para produzir seu segundo álbum, "I Know You're Married But I've Got Feelings Too", lançado no Canadá em 10 de junho de 2008. Artistas que contribuem para o álbum incluem Pete Townshend (The Who), Donald Fagen (Steely Dan), Garth Hudson (The Band), assim como sua mãe, irmão e tia.
Wainwright é contradada com as gravadoras independentes Rounder Records, nos Estados Unidos, DiS no Reino Unido, Recordings MapleMusic no Canadá, V2 Records na Europa e Shock Records na Austrália.
Ela cantou as canções "Tower of Song" e "The Traitor" no concerto em homenagem a Leonard Cohen, que mais tarde se tornou a trilha sonora do filme Leonard Cohen: I'm Your Man.

## Discografia

### Álbuns de estúdio
- Martha Wainwright (2005)
- I Know You're Married But I've Got Feelings Too (2008)

### Álbuns ao vivo
- Sans Fusils, Ni Souliers, à Paris: Martha Wainwright's Piaf Record (2009)